# Alexander Mazarakis Ainian
Alexander Mazarakis Ainian (auch: Alexandros Mazarakes Ainian, griechisch Αλέξανδρος Μαζαράκης-Αινιάν Alexandros Mazarakis-Enian); (* 1959 in Athen) ist ein griechischer Klassischer Archäologe. Er ist spezialisiert auf die Archäologie der frühen griechischen Eisenzeit und auf die Erforschung der frühen griechischen Hausformen, Heiligtümer und Tempel im Bereich der Ägäis.

## Leben
Mazarakis Ainian ist mit einer traditionsreichen Offiziersfamilie verwandt. Er studierte Kunstgeschichte und Archäologie an der Université libre de Bruxelles. 1983 schloss er dort sein Studium mit Auszeichnung ab und setzte es am University College London fort, wo er 1987 promoviert wurde.
1991 bis 1996 arbeitete er für den Griechischen Archäologischen Dienst, wo er das Material von Rettungsgrabungen auswertete und selbst Rettungsgrabungen durchführte. Seit 1992 lehrte er am Fachbereich Geschichte der Ionischen Universität Korfu. 1999 wurde er Assistenzprofessor an der Universität Thessalien in Volos und 2005 Professor für Klassische Archäologie an dieser Hochschule. Er ist Leiter des von ihm im Jahr 2000 gegründeten Archäologischen Labors der Hochschule. Von 1989 bis 2006 lehrte er auch in Athen sowie als Gastdozent und -professor an acht US-amerikanischen Universitäten. Seit 2007 war er immer wieder Gastprofessor an der Sorbonne, der École des hautes études en sciences sociales und im Jahr 2016 an der Université catholique de Louvain.
Er war bzw. ist wissenschaftlicher Direktor mehrerer Forschungsprogramme der Europäischen Union und veröffentlichte über 30 Ausgrabungsberichte u. a. über Skala Oropou bei Oropos (Attika), das er mit Homers Graia identifizierte, über Kythnos, Kephala auf Skiathos und bei Soros in Thessalien, wo Reste des antiken Amphanai oder Pagasai gefunden wurden, sowie über Ausgrabungen auf dem Gelände der Platonischen Akademie. Neuerdings befasst er sich auch mit Unterwasserarchäologie.
Mazarikis Ainian ist Mitglied des Deutschen Archäologischen Instituts. 

## Schriften (Auswahl)
- From Rulers’ Dwellings to Temples. Architecture, Religion and Society in Early Iron Age Greece (1100-700 B.C.) (= Studies in Mediterranean Archaeology 122). Jonsered 1997.
- Όμηρος και Αρχαιολογία (deutsch: „Homer und die Archäologie“). Editions M. Kardamitsa, Athen 2000.
- mit M. Mouliou (Hrsg.): Αρχαιολογικές Αναζητήσεις: Ανασκαφές στην Ομηρική Γραία. Volos 2008. Englische Ausgabe: Archaeological Quests: Excavations at Homeric Graia. Volos 2008, ISBN 978-960-89078-2-9.
- mit Antonia Livieratou: The Academy of Plato in the Early Iron Age. In: Hans Lohmann, Torsten Mattern (Hrsg.): Attika: Archäologie einer "zentralen" Kulturlandschaft. Akten der internationalen Tagung vom 18.-20. Mai 2007 in Marburg. Wiesbaden 2010, S. 87–100 (Digitalisat).
- (Hrsg.): Les sanctuaires archaïques des Cyclades. Recherches récentes. Presses universitaires de Rennes, Rennes 2016.
- The sanctuaries of ancient Kythnos. Presses universitaires de Rennes, Rennes 2019.